# Quartier de la Place-Vendôme

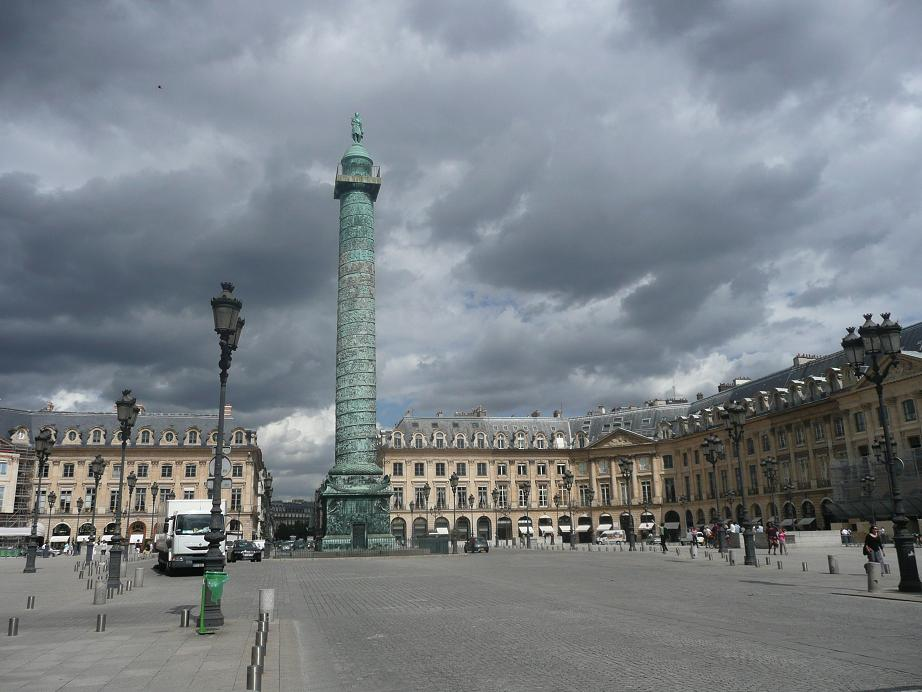
Náměstí, které dalo čtvrti jméno, s vítězným sloupem uprostřed

Quartier de la Place-Vendôme (česky čtvrť náměstí Vendôme) je 4. administrativní čtvrť v Paříži, která je součástí 1. městského obvodu. Má rozlohu 26,9 ha a je vymezena ulicemi Rue de Rivoli na jihu, Rue Saint-Florentin a Boulevardem Madelaine na západě, Rue des Capucines a Rue Danielle-Casanova na severu a Rue Saint-Roch na východě.
Čtvrť nese jméno významného náměstí Place Vendôme, které nechal v letech 1685–1699 postavit Ludvík XIV. Vendôme je město v departementu Loir-et-Cher.

## Vývoj počtu obyvatel
| Rok sčítání | Počet obyvatel | Hustota zalidnění (ob./km²) |
| ----------- | -------------- | --------------------------- |
| 1954        | 7 420          | 27 584                      |
| 1962        | 6 661          | 24 762                      |
| 1968        | 5 923          | 20 019                      |
| 1975        | 4 215          | 15 669                      |
| 1982        | 3 252          | 12 089                      |
| 1990        | 3 116          | 11 584                      |
| 1999        | 3 044          | 11 316                      |